# Cimișlia
Cimișlia es una localidad de Moldavia, centro administrativo del distrito (raión) de homónimo.
Se encuentra a una altitud de 99 m sobre el nivel del mar. 
Se ubica unos 50 km al sur de Chisináu, sobre la carretera E584 que une Chisináu con Comrat.

## Demografía
Según censo 2014 contaba con una población de 11 997 habitantes.